# 東京大倉飯店
35°40′0.9″N 139°44′38.5″E / 35.666917°N 139.744028°E

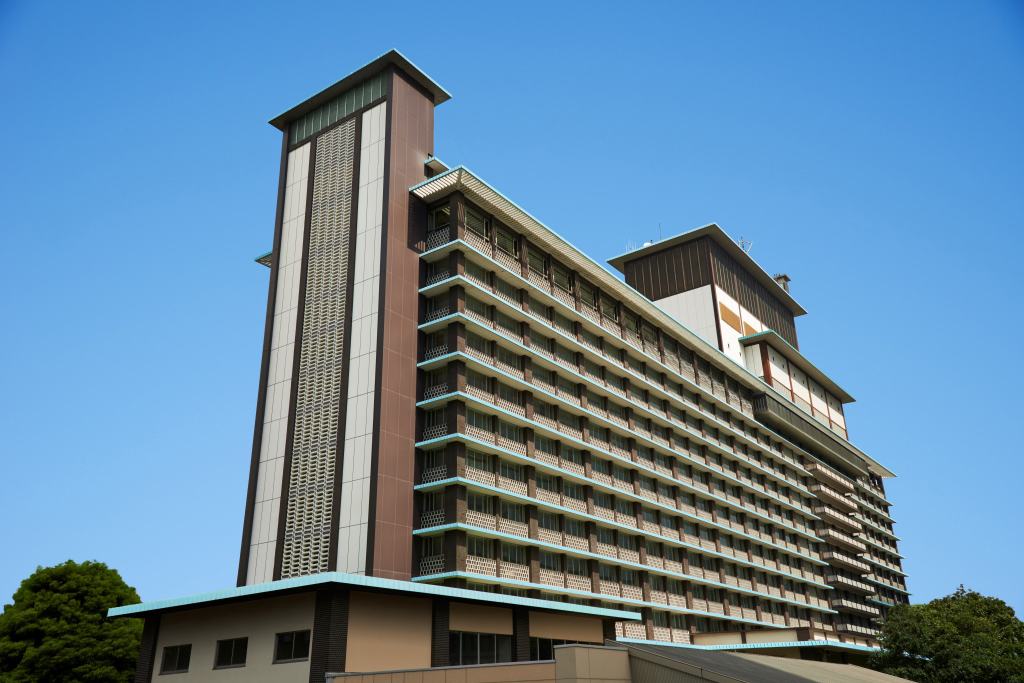
旧東京大倉飯店

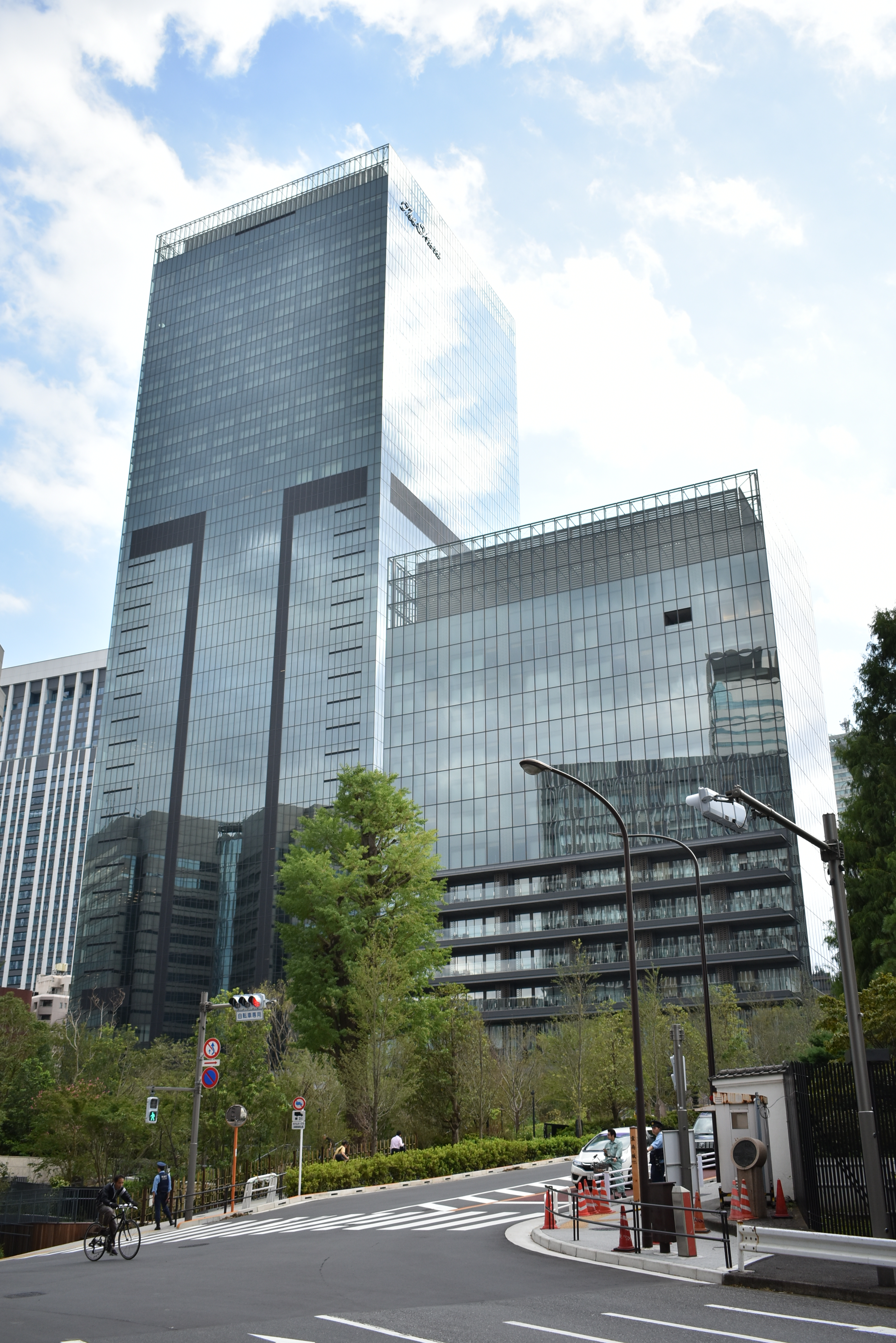
2019年開業的現東京大倉飯店

東京大倉飯店（日语：ホテルオークラ東京）是位於日本東京都港區虎之門二丁目的一家高級酒店，由大倉飯店集團持股營運，共有380間客房，並設有14個宴會廳、5家餐廳、2家酒吧、健身俱樂部、商務中心、禮拜堂、美容室、照相館等設施。東京大倉酒店和東京帝國飯店、新大谷飯店並列為東京頂級飯店御三家。
東京大倉飯店於2015年8月停業，以便進行重建工程。重建的部份被分為兩館，分別為17層高的大倉古雅館，以及樓高41層的大倉新頤館。兩館同於2019年9月12日重開。

## 外部連結
- ホテルオークラ東京 公式ホームページ （页面存档备份，存于）